# Dangerously in Love Tour
Dangerously in Love Tour fue la primera gira musical en solitario de la cantante estadounidense Beyoncé Knowles. Aunque en un principio, los sencillos que iba a interpretar durante su gira eran de su álbum de debut en solitario, también incluye un repertorio especial de cuando era miembro del grupo Destiny's Child además de la película de 2003 The Fighting Temptations.
El escenario era sencillo. Tan solo estaba formado por una gran pantalla LED a las espaldas de la cantante y los bailarines y en la cual se mostraban imágenes de vídeo de los mismos además de imágenes de sus vídeoclips y efectos especiales.
La gira tuvo lugar en 2003 por Europa (Inglaterra, Gales, Irlanda y Holanda). Un año después se publicaría la edición CD/DVD del concierto que tuvo lugar en el estadio Wembley Arena de Londres.
A lo largo de la gira, realizó una actuación especial durante ocho minutos.

## Recepción
Dave Simpson de The Guardian describió el estreno de la gira mediante esta reseña: 

Tras hacerse de rogar mientras esperamos, la megafonía anuncia que "el equipo artístico de Beyoncé no aparecerá y que tendremos a la cantante en un momento". Un año después, los vítores por parte del público va in crescendo pidiendo que el grupo de artistas salga al escenario, y tan solo vemos un kit de batería. Pasa una hora y los niños empiezan a llorar mientras sus padres se quejan porque ya hace tiempo que llegó la hora de acostarlos. El espectáculo empieza con Beyoncé cantando Baby Boy de manera casi inaudible. No obstante, el momento apoteósico para sus seguidores fue la interpretación de Dangerously in Love 2.

La crítica del primer concierto por parte del crítico del The Guardian fue negativa otorgándole una puntuación de dos estrellas sobre cinco. Parte de los comentarios fueron dirigidos al vestuario de la artista: 

Quizá el retraso del concierto se deba al armario de Beyoncé, el cual podría poner en un apuro hasta a Imelda Marcos: faldas muy cortas, coletillas en plan Fever de Peggy Lee y un material de mala calidad y demasiado pomposo. Pero lo cierto, es que la única "chispa" era el vestuario de Beyoncé.

También tuvo palabras para los bailarines "desnudos", los cuales, según sus comentarios, hicieron de una antigua joven de iglesia, una rival lasciva de Kylie Minogue.

## Grabación y retransmisión

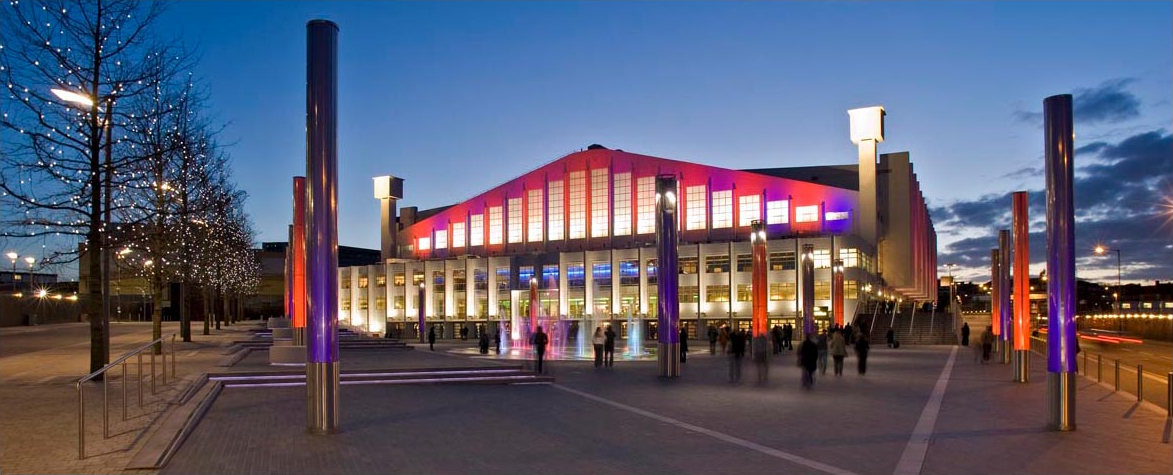
Estadio Wembley Arena de Londres

El 10 de noviembre de 2003 actuó en el Wembley Arena de Londres y en abril de 2004 publicó un CD/DVD del concierto. La mayor parte de su repertorio incluía sencillos de su álbum, pero también canciones de Destiny's Child y dos temas de la banda sonora de la película The Fighting Temptations: Work It Out y Summertime. El segundo CD en vivo contiene tres singles de estudio inéditas, entre las que se incluye una versión de la canción de Rose Royce Wishing On a Star y remixes de Crazy in Love, Baby Boy y Naughty Girl. Por otro lado, el DVD contiene un documental de "detrás de las cámaras".
En la primera semana debutó en la posición decimoséptima del Billboard 200 con 45.000 unidades vendidas. El DVD recibió un premio de Doble Platino certificado por la RIAA tras vender 200.000 copias. Según el Nielsen Soundscan, en octubre de 2007 se vendieron 264.000 unidades mientras que el 6 de octubre de 2007 se realizaron 197.000 descargas digitales.
En una entrevista concedida al The New York Times en 2007, el cantante Adam Lambert reveló que el concierto en directo en Wembley le inspiró para "sacar partido a sus actuaciones en vivo a través de algunas piezas [de Beyoncé]".

## Lista de canciones
1. "Baby Boy"
2. "Naughty girl"
3. "Fever"
4. "Hip Hop Star"
5. "Yes"
6. "Work It Out"
7. "Gift from Virgo"
8. "Be with You"
9. "Speechless"
10. "Destiny's Child Medley":
  1. "Bug a Boo"
  2. "No, No, No Part 2"
  3. "Bootylicious"
  4. "Jumpin' Jumpin'"
  5. "Say My Name"
  6. "Independent Women Part I"
  7. "'03 Bonnie & Clyde"
  8. "Survivor"
11. "Me, Myself and I"
12. "Summertime"
13. "Dangerously in Love 2"
14. "Crazy in Love"

## Fechas de la gira
| Fecha                   | CIudad     | País         | Recinto                       |
| Europa                  | Europa     | Europa       | Europa                        |
| ----------------------- | ---------- | ------------ | ----------------------------- |
| 3 de noviembre de 2003  | Mánchester | Reino Unido  | Manchester Evening News Arena |
| 7 de noviembre de 2003  | Sheffield  | Reino Unido  | Hallam FM Arena               |
| 9 de noviembre de 2003  | Newcastle  | Reino Unido  | Telewest Arena                |
| 10 de noviembre de 2003 | Londres    | Reino Unido  | Wembley Arena                 |
| 11 de noviembre de 2003 | Londres    | Reino Unido  | Wembley Arena                 |
| 13 de noviembre de 2003 | Brimingham | Reino Unido  | National Exhibition Centre    |
| 14 de noviembre de 2003 | Belfast    | Irlanda      | Odyssey Arena                 |
| 15 de noviembre de 2003 | Dublín     | Irlanda      | Point Theatre                 |
| 19 de noviembre de 2003 | Ámsterdam  | Países Bajos | Heineken Music Hall           |